# Statue-menhir de Candoubre
La statue-menhir de Candoubre est une statue-menhir appartenant au groupe rouergat découverte à Murat-sur-Vèbre, dans le département du Tarn en France.

## Historique
La statue a été découverte  en 2004 par Didier Jeay, lors de travaux agricoles, près du village de Candoubre, en bas d'un promontoire, à proximité de la Vèbre. La statue-menhir est inscrite monument historique au titre d'objet depuis le 30 octobre 2019.

## Description
La statue a été gravée dans une dalle de gneiss d’origine locale. Elle mesure 1,27 m de hauteur sur 0,77 m de largeur pour une épaisseur de 0,17 m. Les gravures sont très altérées. Les caractères anthropomorphes représentés sont le visage (yeux, nez, tatouages), les bras et les mains. Les yeux sont représentés par des cupules. Trois traits verticaux dans la partie inférieure de la statue pourraient correspondre à des plis du vêtement ou à la figuration des jambes. Le personnage, masculin, porte un baudrier avec « l'objet » et une ceinture. Sur la face postérieure, seul le baudrier est encore visible.